# Примирие в Тур
Примирието в Тур, договорено на 28 май 1444 г., е последното от многобройните спирания на огъня по време на Стогодишната война. То идва обаче след продължителен период на интензивни военни действия, започнали още през 1415 г. и за кратко прекъснати от договора от Троа (1420). През този период французите са победени при Азенкур (1415), изгубили са Париж (1420), били са разгромени при Краван (1423) и Верньой (1424), но след това, под началството на Жана д'Арк са обърнали хода на войната. Те не само отблъскват англичаните от Орлеан и печелят при Патé, но и завземат Реймс, връщат си Париж (след договора от Арас) и като цяло изтласкват англичаните от позициите им в северна Франция, с изключение на Нормандия. В този смисъл примирието дава двегодишна глътка въздух за нашествениците от острова, като в същото време осигурва на френския крал Шарл VII време за завърши реформите си в армията.
Една провалена кампания на англичаните през 1443 г. води до падането на военната партия от власт, оглавявана от Хъмфри – последният жив брат на Хенри V. Сега контролът над управлението попада в ръцете на Хенри Бофор, епископ на Уинчестър и на Уилям де Ла Пол. Те дават да се разбере, че с радост биха подписали някакво примирие. Шарл VІІ се съгласява – така цели да изолира Бургундия, която въпреки договора от Арас не е постоянна в профренската си позиция.
Преговорите започват на 1 февруари в град Тур на река Лоара. Уилям де Ла Пол и Жан дьо Дюноа (известен френски военачалник) представляват страните си. Англичаните искат стабилен мирен договор, който да им признае властта над Нормандия и Аквитания, но французите не са съгласни. Те налагат концепцията за 2-годишно примирие, до 1 април 1446 г. Дори когато англичаните предлагат да признаят Шарл за законен крал, той отказва, ако това ще затвори вратите за връщането на изгубените провинции. Съгласява се само да даде племенницата си Маргьорит д'Анжу за жена на Хенри VI. На 24 май 1444 г. сватбата е отпразнувана от разстояние.
Договорът е приет с огромно неудоволствие в Англия, която традиционно е убедена, че диктува събитията. Година по-късно Хенри VІ тайно се съгласва да върне провинция Мен на французите, но генералите му не изпълняват уговорката. През 1448 г. разграбването на бретанския град Фужер от един английски наемник отваря нов кръг военни действия. Те довеждат до изгубването на последните английски владения във Франция и до края на войната.